# پرچم آروبا

نمایی از پرچم آروبا، ایالتی خودگردان در هلند

پرچم آروبا در ۱۸ مارس ۱۹۷۶ تصویب شد. در این تاریخ، هلند حق تشکیل ایالتی خودگردان در پادشاهی هلند را برای آروبا به رسمیت شناخت.
طراحی آن شامل یک ناحیهٔ آبی کم رنگ با دو نوار زرد رنگ موازی در نیمهٔ پایینی آن است. همچنین یک ستاره چهار پر قرمز با دور سفید در گوشهٔ بالا سمت چپ قرار دارد.